# Nikaragva na Olimpijskim igrama
Nikaragva je prvi puta kao neovisna država sudjelovala na Olimpijskim igrama 1968. godine. Od tada je sudjelovala na svim Ljetnim Olimpijskim igrama osim kada su bojkotirali Igre 1988. godine. Nikada nisu sudjelovali na Zimskim olimpijskim igrama. Nacionalni olimpijski odbor Nikaragve (Comité Olímpico Nicaragüense) je osnovan 1959. i priznat je od strane MOO-a iste godine.

## Ljetne Olimpijske igre
| Igre              | Športaši                                                                   | Športovi                                                                   | Športovi                                                                   | Športovi                                                                   | Športovi                                                                   | Športovi                                                                   | Športovi                                                                   | Športovi                                                                   | Športovi                                                                   | Športovi                                                                   | Športovi                                                                   | Medalje                                                                    | Medalje                                                                    | Medalje                                                                    |
| Igre              | Športaši                                                                   |                                                                            |                                                                            |                                                                            |                                                                            | Boxing                                                                     | Judo                                                                       |                                                                            |                                                                            |                                                                            |                                                                            |                                                                            |                                                                            |                                                                            |
| ----------------- | -------------------------------------------------------------------------- | -------------------------------------------------------------------------- | -------------------------------------------------------------------------- | -------------------------------------------------------------------------- | -------------------------------------------------------------------------- | -------------------------------------------------------------------------- | -------------------------------------------------------------------------- | -------------------------------------------------------------------------- | -------------------------------------------------------------------------- | -------------------------------------------------------------------------- | -------------------------------------------------------------------------- | -------------------------------------------------------------------------- | -------------------------------------------------------------------------- | -------------------------------------------------------------------------- |
| Mexico City 1968. | 11                                                                         | 7                                                                          | -                                                                          | -                                                                          | -                                                                          | 3                                                                          | -                                                                          | -                                                                          | -                                                                          | 1                                                                          | -                                                                          | 0                                                                          | 0                                                                          | 0                                                                          |
| München 1972.     | 8                                                                          | 5                                                                          | -                                                                          | -                                                                          | -                                                                          | 2                                                                          | 1                                                                          | -                                                                          | -                                                                          | -                                                                          | -                                                                          | 0                                                                          | 0                                                                          | 0                                                                          |
| Montreal 1976.    | 15                                                                         | 5                                                                          | 2                                                                          | 4                                                                          | -                                                                          | 1                                                                          | 1                                                                          | -                                                                          | -                                                                          | 2                                                                          | -                                                                          | 0                                                                          | 0                                                                          | 0                                                                          |
| Moskva 1980.      | 5                                                                          | 2                                                                          | 1                                                                          | -                                                                          | -                                                                          | 2                                                                          | -                                                                          | -                                                                          | -                                                                          | -                                                                          | -                                                                          | 0                                                                          | 0                                                                          | 0                                                                          |
| Los Angeles 1984. | 5                                                                          | -                                                                          | -                                                                          | -                                                                          | D                                                                          | 3                                                                          | -                                                                          | -                                                                          | -                                                                          | 2                                                                          | -                                                                          | 0                                                                          | 0                                                                          | 0                                                                          |
| Seoul 1988.       | Bojkot protiv SAD-a zbog Iran-Contra afere; tako Nikaragva nije nastupila. | Bojkot protiv SAD-a zbog Iran-Contra afere; tako Nikaragva nije nastupila. | Bojkot protiv SAD-a zbog Iran-Contra afere; tako Nikaragva nije nastupila. | Bojkot protiv SAD-a zbog Iran-Contra afere; tako Nikaragva nije nastupila. | Bojkot protiv SAD-a zbog Iran-Contra afere; tako Nikaragva nije nastupila. | Bojkot protiv SAD-a zbog Iran-Contra afere; tako Nikaragva nije nastupila. | Bojkot protiv SAD-a zbog Iran-Contra afere; tako Nikaragva nije nastupila. | Bojkot protiv SAD-a zbog Iran-Contra afere; tako Nikaragva nije nastupila. | Bojkot protiv SAD-a zbog Iran-Contra afere; tako Nikaragva nije nastupila. | Bojkot protiv SAD-a zbog Iran-Contra afere; tako Nikaragva nije nastupila. | Bojkot protiv SAD-a zbog Iran-Contra afere; tako Nikaragva nije nastupila. | Bojkot protiv SAD-a zbog Iran-Contra afere; tako Nikaragva nije nastupila. | Bojkot protiv SAD-a zbog Iran-Contra afere; tako Nikaragva nije nastupila. | Bojkot protiv SAD-a zbog Iran-Contra afere; tako Nikaragva nije nastupila. |
| Barcelona 1992.   | 8                                                                          | 1                                                                          | -                                                                          | 1                                                                          | -                                                                          | 2                                                                          | -                                                                          | 1                                                                          | -                                                                          | 2                                                                          | 1                                                                          | 0                                                                          | 0                                                                          | 0                                                                          |
| Atlanta 1996.     | 26                                                                         | 2                                                                          | 1                                                                          | -                                                                          | 21                                                                         | -                                                                          | 1                                                                          | 1                                                                          | -                                                                          | -                                                                          | -                                                                          | 0                                                                          | 0                                                                          | 0                                                                          |
| Sydney 2000.      | 6                                                                          | 1                                                                          | 2                                                                          | -                                                                          | -                                                                          | -                                                                          | -                                                                          | 1                                                                          | 1                                                                          | 1                                                                          | -                                                                          | 0                                                                          | 0                                                                          | 0                                                                          |
| Atena 2004.       | 5                                                                          | 2                                                                          | 2                                                                          | -                                                                          | -                                                                          | -                                                                          | -                                                                          | 1                                                                          | -                                                                          | -                                                                          | -                                                                          | 0                                                                          | 0                                                                          | 0                                                                          |
| Peking 2008.      | 5                                                                          | 2                                                                          | 2                                                                          | -                                                                          | -                                                                          | -                                                                          | -                                                                          | 1                                                                          | -                                                                          | 1                                                                          | -                                                                          | 0                                                                          | 0                                                                          | 0                                                                          |
| London 2012.      | 6                                                                          | 2                                                                          | 2                                                                          | -                                                                          | -                                                                          | 1                                                                          | -                                                                          | -                                                                          | -                                                                          | 1                                                                          | -                                                                          | 0                                                                          | 0                                                                          | 0                                                                          |